# Tsuji Hisashi
Tsuji Hisashi (japanisch 辻 永; geboren 20. Februar 1884 in Hiroshima; gestorben 23. Juli 1974) war ein japanischer Maler im Yōga-Stil.

## Leben und Wirken
Tsuji Hisashi machte 1906 seinen Abschluss an der „Tōkyō bijutsu gakkō“ (東京美術学校), einer der Vorläufereinrichtungen der heutigen Universität der Künste Tokio. Nachdem er als Zeichenlehrer an der Junior High School von Fukui gearbeitet hatte, stellte er im Ziegengarten seines jüngeren Bruders Ziegenarbeiten her und wurde als „Ziegenmaler“ bekannt.
Seit 1908 war Tsuji mit Werken auf der staatlichen Ausstellungsreihe „Mombushō bijutsu tenrankai“ (文部省美術展覧会) – Kurzform "Bunten" – vertreten. Er wurde 1918 Mitglied der Künstlervereinigung Kōfūkai (光風会) und später deren Vorsitzender. Nachdem er 1921 nach Europa bereist hatte, wurde er Landschaftsmaler. 1947 wurde er Mitglied der Akademie der Künste. Als 1958 die „Nihon bijutsu-ten“ (日本美術展) als Nachfolgeorganisation zur „Bunten“ gegründet wurde, wurde er deren erster Vorsitzende. 1959 wurde er als Person mit besonderen kulturellen Verdiensten geehrt.
Zu den wichtigsten Werken gehören „Kawaretaru yagi“ (飼われたる山羊) – „Ziegenhaltung“, „Ichijiku hata“ (無 花果畑) – „Feigen und Felder“, „Burūju no aki“ (ブルージュの秋) – „Herbst in Brügge“. Zu seinen Büchern gehören „Manka zukan“ (万花 図鑑) und „Mankafu“ (万花譜), in denen er Blumen skizzierte.